# Ruimtestation

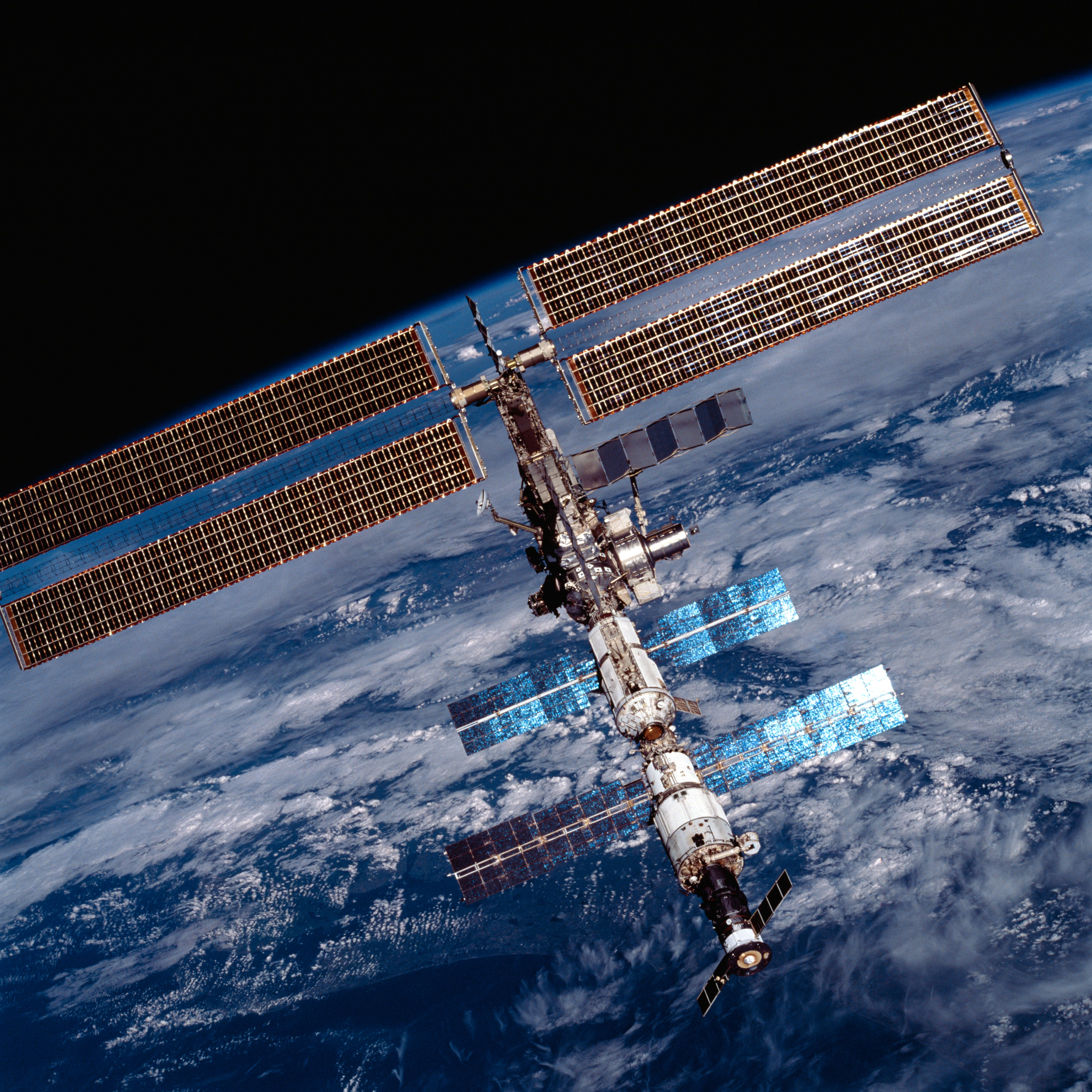
Het ISS op 20 augustus 2001.

Een ruimtestation is een ruimtevaartuig dat bedoeld is om voor korte of langere tijd te worden bemand. De bemanning reist van en naar het ruimtestation in een apart ruimtevaartuig. Momenteel zijn er twee actieve ruimtestations, het Internationaal ruimtestation ISS en Tiangong.

## Kenmerken
In de praktijk zijn ruimtestations onbemand gelanceerd, hoewel het theoretisch mogelijk is om ruimtestations met bemanning en al te lanceren. Tot op heden draaiden alle ruimtestations in een lage baan om de aarde, op een hoogte van maximaal 440 kilometer. Er is dan minder energie nodig voor de lancering en bovendien blijven ze binnen het relatief stralingsarme gebied binnen de Van Allen-gordels, zodat de bewoners minder aan kosmische straling blootgesteld worden. 
De eerste ruimtestations zijn in hun geheel gelanceerd, de latere zijn in gedeelten gelanceerd en in de ruimte samengesteld. Ruimtestations zijn in de praktijk niet ontworpen om op de aarde of op een ander hemellichaam te landen. Ze keren aan het eind van hun levensduur terug in de atmosfeer en vallen daar uiteen. Dat kan gecontroleerd gebeuren, zodanig dat de eventuele brokstukken die de reis door de dampkring overleven terechtkomen in een onbewoond deel van de aarde (meestal het zuidelijke deel van de Grote Oceaan). In de praktijk is het echter enkele keren gebeurd dat brokstukken van een ruimtestation in bewoond gebied terechtkwamen.

## Kunstmatige zwaartekracht
Een ruimteschip (waaronder een ruimtestation) kan in principe door rotatie worden voorzien van kunstmatige zwaartekracht van de rotatie-as af, waarbij een of meer cilindrische wanden met dezelfde (wiskundige, niet noodzakelijk fysieke) as vanaf de binnenkant als vloer ervaren worden. Zo'n ruimtestation heeft de vorm van een wiel. Dit is nog niet in praktijk gebracht, maar er zijn wel plannen voor geweest, en er is ook een nieuw plan, voor ruimtetoerisme: het Voyager-Station van de Orbital Assembly Corporation.
Er wordt niet noodzakelijk gestreefd naar een normale zwaartekracht, in het genoemde plan is die bijvoorbeeld veel zwakker. Bij ruimtetoerisme is niet alleen gewichtloosheid, maar ook een geringe zwaartekracht een bijzondere ervaring. Deze is in bepaalde opzichten ook praktischer dan gewichtloosheid, en bij langer verblijf minder belastend voor het lichaam.

## Geschiedenis
Sinds het begin van de ruimtevaart in de jaren vijftig worden er al plannen voor ruimtestations gemaakt. Voorheen was er al sprake van ruimtestations in sciencefictionverhalen sinds de tijd van Jules Verne. Na de oorlog werden er door onder andere Wernher von Braun voorstellen gedaan voor reusachtige draaiende wielen in een baan om de Aarde waarin kunstmatige zwaartekracht zou heersen. Ze zouden als tussenstation moeten fungeren tussen de Aarde en de Maan en planeten. De Verenigde Staten koos echter voor het opzetten van het Apolloprogramma dat astronauten rechtstreeks naar de Maan kon brengen. Na het Apollotijdperk waren er nog plannen genoeg om grote ruimtestations te bouwen zoals bv. voorgesteld in de jaren zeventig door de Amerikaanse natuurkundige Gerard O'Neil. Deze voorzag zelfs ware ruimtekolonies waar grote aantallen mensen een begin zouden maken met de kolonisatie van het zonnestelsel. Wegens de kosten bleef de verwezenlijking beperkt tot eerst het Amerikaanse Skylab en de Russische Mir, en later onder meer het huidige ISS.

### Overzicht van ruimtestations
| Naam                             | Natie                      | Lancering                        | Bijzonderheden |
| -------------------------------- | -------------------------- | -------------------------------- | --- |
| Saljoet 1                        | Sovjet-Unie                | 19 april 1971                    | Eén keer bemand, 23 dagen lang |
| Saljoet 2                        | Sovjet-Unie                | 3 april 1973                     | Militair (codenaam: Almaz). Kon niet worden gestabiliseerd. Nooit bemand. |
| Skylab                           | Verenigde Staten           | 14 mei 1973                      | Samengesteld uit ongebruikt Apollo-materiaal. Drie keer bemand. Stortte ongecontroleerd neer boven West-Australië.                                                                                 |
| Saljoet 3                        | Sovjet-Unie                | 24 juni 1974                     | Militair (codenaam: Almaz 2). Eén keer bemand. |
| Saljoet 4                        | Sovjet-Unie                | 26 december 1974                 | Twee keer bemand. |
| Saljoet 5                        | Sovjet-Unie                | 22 juni 1976                     | Militair (codenaam: Almaz 3). Twee keer bemand. |
| Saljoet 6                        | Sovjet-Unie                | 29 september 1977                | Eerste ruimtestation waar twee ruimtevaartuigen aan konden koppelen. Vijf "permanente" bemanningen, elf "visite"-bemanningen.                                                                      |
| Saljoet 7                        | Sovjet-Unie                | 19 april 1982                    | Vergelijkbaar met Saljoet 6. Tot 1991. Zes "permanente" bemanningen, vier "visite"-bemanningen. |
| Mir                              | Sovjet-Unie/ Rusland       | 19 februari 1986 (eerste module) | Uit meerdere modulen samengesteld. Is bezocht door tientallen bemanningen. Negen keer bezocht door Spaceshuttle. Op 23 maart 2001 gecontroleerd neergestort boven zuidelijk deel van Grote Oceaan. |
| Internationaal ruimtestation ISS | internationaal (16 landen) | 20 november 1998 (eerste module) | Permanent bemand sinds 2 november 2000. |
| Tiangong 1                       | China                      | 29 september 2011                | Bezocht op één onbemande en twee bemande vluchten. In september 2016 op drift geraakt en op 2 april 2018 ongecontroleerd destructief terug in de atmosfeer gevallen.                               |
| Tiangong 2                       | China                      | 15 september 2016                | Bezocht op één onbemande vlucht. Op 19 juli 2019 gecontroleerd destructief de atmosfeer teruggekeerd.                                                                                              |
| Tiangong                         | China                      | 29 april 2021 (eerste module)    | Ook bekend als Chinees Groot Modulair Ruimtestation. De modules zijn in 2021 en 2022 gelanceerd.                                                                                                   |

## Lange termijn
Het ISS bevindt zich in een baan om de Aarde (net als bij voormalige ruimtestations het geval was). Er wordt gewerkt aan de Lunar Orbital Platform-Gateway (Lunar Gateway), waarvan de eerste twee modules op zijn vroegst eind 2024 naar een baan om de maan worden gelanceerd.
Daarnaast zijn er commerciële ruimtestations in ontwikkeling. 
Lange tijd leek Bigelow Aerospace met zijn opblaasbare ruimtestationmodules op koers te liggen om het eerste commerciële ruimtestation te lanceren. Een testmodule genaamd BEAM is sinds 2016 aan het ISS gekoppeld. Door de coronacrisis moest Bigelow al zijn personeel ontslaan. Het is niet duidelijk of Bigelow zal worden heropgestart.

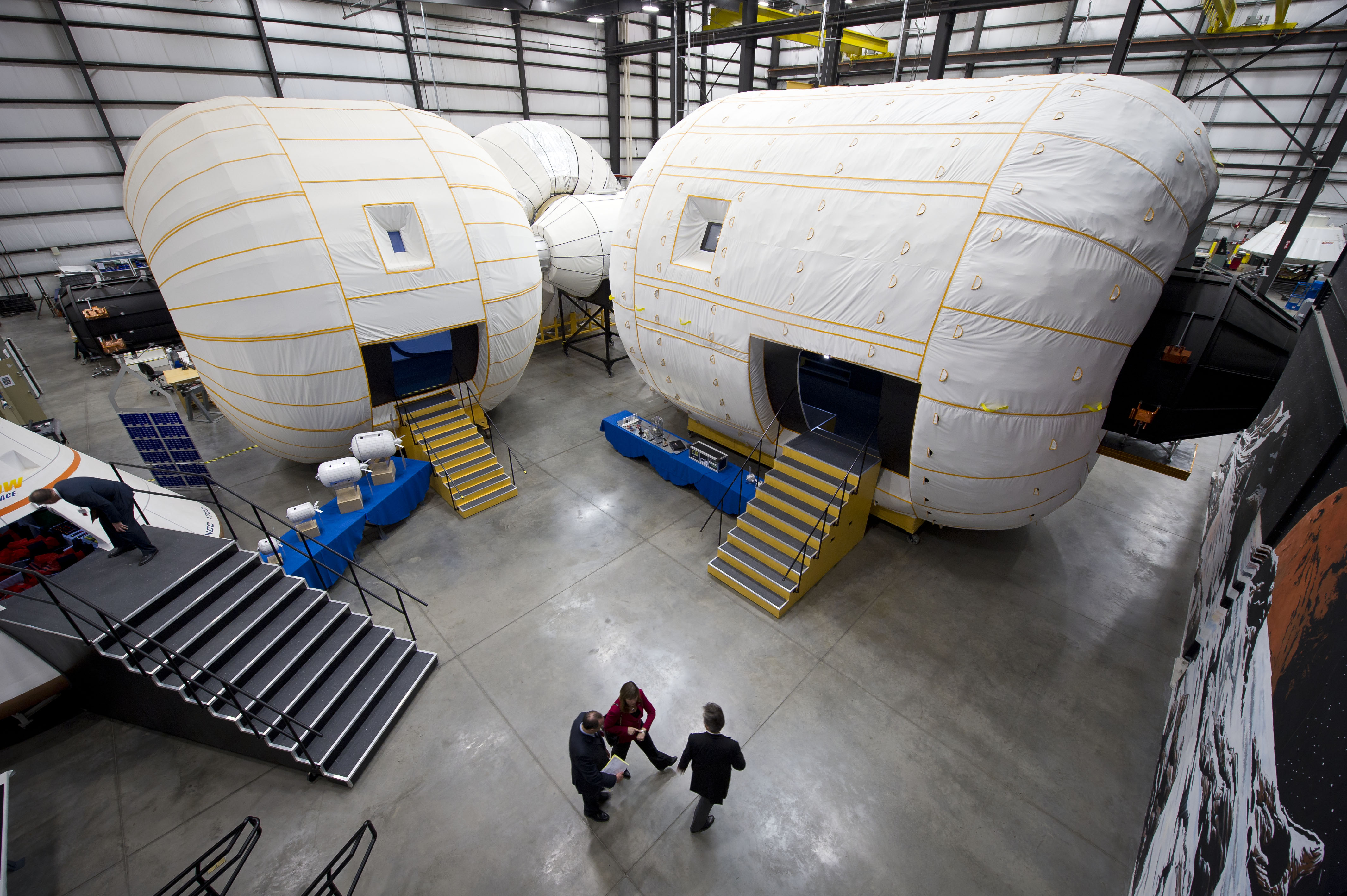
Mock-ups van Bigelows opblaasbare ruimtestationmodules

Axiom Space bouwt met hulp van NASA een aantal modules die eerst aan het ISS zullen worden gekoppeld en zich in een later stadium van het verouderde ISS zullen losmaken en als zelfstandig  ruimtestation verder zal functioneren. Blue Origin initieerde de ontwikkeling van het Orbital Reef en werkt daarin samen met Sierra Space en Boeing Space. In 2025 hoopt Vast Space een klein ruimtestation genaamd Haven-1 te lanceren dat door SpaceX Crew Dragons kan worden bezocht. Op de lange termijn wil Vast een honderd meter lang, modulair ruimtestation ontwikkelen.
De komst van commerciële ruimtestations maakt het op den duur voor NASA en partner ruimteagentschappen mogelijk om het ISS buiten gebruik te stellen.

## Trivia
- De Amerikaans schrijver Edward Everett Hale vertelt, reeds in 1869, in het korte verhaal The Brick Moon over een van bakstenen gebouwd ruimtestation, bedoeld als hulp bij de navigatie op zee. Het was de eerste fictieve beschrijving van een ruimtestation.